# Sofiko Txiaureli
Sofiko Txiaureli (georgià: სოფიკო ჭიაურელი; 21 de maig de 1937 – 2 de març de 2008, Tbilisi) va ser una actriu georgiana de cinema, musa del cineasta Serguei Parajanov. Chiaureli és recordada com una de les millors actrius de Geòrgia que va aparèixer en diverses de les més destacades produccions del cinema caucàsic soviètic, així com a l'escenari del Teatre Kote Marjanixvili (1960-1964, 1964-2008) i al Teatre Rustavelli (1964-1968). Casada amb el director Guiorgui Xenguelaia.

## Biografia
Sofiko Chiaureli va néixer a Tbilisi el 21 de maig de 1937, quan era la República Socialista Soviètica de Geòrgia. Els seus pares van ser el director de cinema Mikheil Txiaureli i l'actriu Veriko Anjaparidze. Es va graduar a l'Institut Panrus de Cinematografia de Moscou i va tornar a Tbilisi. El 1975 va ser membre del jurat en el 9è Festival Internacional de Cinema de Moscou.

## Filmografia
- Ambavi erti kalishvilisa (ამბავი ერთი ქალიშვილისა, 1960) de Mikheil Txiaureli
- Khevsurskaia ballada (Хевсурская баллада, 1966) com Mzeqala (millor actriu al Festival Internacional de Cinema de Locarno)
- El color de la magrana (Цвет граната, 1968), en la qual interpretava més de sis papers;
- Peristsvaleba (ფერისცვალება, 1968) de Lana Gogoberidze
- Ne goriui (Не горюй!, 1969) de Giorgi Danelia;
- Tiepló tvoikh ruk (1972) de Xota Managadze i Nodar Managadze
- Natvris khe (Древо желания, 1976) de Tenguiz Abuladze
- Alibaba Aur 40 Chor (Приключения Али-Бабы и сорока разбойников, 1979)
- Ixtxite jenxtxinu (Ищите женщину, 1983) d'Alla Surikova
- Ambavi Suramis tsikhitsa (ამბავი სურამის ციხისა, 1985) de Serguei Parajanov
- Ashug-Karibi (აშიკ-ქერიბი, 1988) de Dodo Abaixidze
- Million v bratxnoi korzine (Миллион в брачной корзине, 1985) de Vsevolod Xilovski

## Honors
- Artista del poble de Geòrgia (1976);
- Artista Popular d'Armènia (1979);
- Premi a la millor actriu al festival de cinema soviètic (1966, 1972, 1974);
- Premi a la millor actriu al Festival Internacional de Cinema de Locarno (1965);
- Premi Estatal de l'URSS (1980).